# Инаугурация Барака Обамы (2009)
Первая инаугурация Барака Обамы, 44-го президента США, произошла 20 января 2009 года. Одновременно Джозеф Байден был приведён к присяге на первый срок как 47-й вице-президент США. Инаугурация стала рекордной в истории США по числу посетителей — по разным оценкам, от 800 тысяч до 1,8 млн человек.
Официально  объявленный тематический лозунг инаугурации — «Новое рождение свободы», приуроченный к 200-летию со дня рождения Авраама Линкольна, отменившего рабство. Барак Обама — первый афроамериканец, ставший президентом (хотя и не потомок рабов, как большинство афроамериканцев США); кроме того, Обама, как и Линкольн, начал свою политическую карьеру в штате Иллинойс.
По информации CNN (21 января 2009 года), стоимость инаугурации Барака Обамы и инаугурационных торжеств — на тот момент самая высокая в истории США: расходы на её проведение могли превысить 160 миллионов долларов.

## Путь на инаугурацию
Как и Линкольн в 1861 году, избранный президент Обама отправился на свою инаугурацию на поезде из Филадельфии, где выступил на станции «30-я улица». В Вилмингтоне к нему присоединился избранный вице-президент Джозеф Байден, и вместе они выступили в Балтиморе, где собралось 40 тысяч человек. В 7 часов вечера 17 января 2009 г. поезд Обамы и Байдена прибыл на вокзал Вашингтона.

## Концерты
На другой день, 18 января, в честь избранного президента в мемориале Линкольну был устроен концерт «We Are One», где выступали, в частности, Бейонсе, Мэри Джей Блайдж, Джон Бон Джови, Гарт Брукс, Шерил Кроу, Рене Флеминг, Джош Гробан, Хэрби Хэнкок, Джон Ледженд, Джон Мелленкамп, Пит Сигер, Шакира, Брюс Спрингстин, Джеймс Тейлор, U2, Ашер Реймонд, will.i.am и Стиви Уандер. Концерт транслировался бесплатно и мог приниматься всеми зрителями с кабельным телевидением. 19 января состоялся инаугурационный вечер для детей, где присутствовали Мишель Обама и жена Байдена Джилл.

## Церемония
20 января в 10 часов утра началась процедура инаугурации у западного фронтона Капитолия. Выступила певица Арета Франклин, играл морской оркестр США и выступал хор девочек Сан-Франциско. Евангелический пастор Рик Уоррен совершил молитву, затем благословение прочёл методистский проповедник Джозеф Лаури. Оба они — известные правозащитники.
Затем Джон Пол Стивенс, заместитель председателя Верховного Суда США, принял у Джозефа Байдена вице-президентскую присягу, после чего был исполнен туш и песня Hail Columbia. Композицию Джона Уильямса исполнили виолончелист Йо-Йо Ма, скрипач Ицхак Перлман, пианист Габриэла Монтеро и кларнетист Энтони Макгилл.
После выступления квартета председатель Верховного суда Джон Робертс вскоре после полудня (и на две минуты позже, чем было запланировано) принял у Барака Обамы президентскую присягу. Независимо от времени произнесения присяги Обама и Байден стали президентом и вице-президентом, согласно двадцатой поправке к Конституции США, ровно в полдень.

## Присяга
Во время присяги Мишель Обама держала Библию, на которой присягал Авраам Линкольн. При чтении присяги произошло несколько сбоев. По одним данным, Робертс начал произносить слова «торжественно клянусь» раньше, чем Обама закончил начальные слова присяги — «Я, Барак Хусейн Обама», по другим, Обама сам перебил Робертса в этот момент. Затем Робертс ошибся в тексте присяги, сказав: «что буду выполнять для (to) Соединённых Штатов обязанности президента добросовестно» (надо: «что буду добросовестно выполнять обязанности президента Соединённых Штатов»); Обама сделал паузу после слов «что буду выполнять», возможно почувствовав начинающуюся сразу после этих слов ошибку, Робертс попытался исправить ошибку, сказав: «добросовестно обязанности президента Соединённых Штатов», однако Обама всё же повторил первоначальный ошибочный текст. Далее текст присяги был прочтён обоими верно; в конце Обама прибавил по традиции: «да поможет мне Бог».
По совету администрации Обама и Робертс на другой день, вечером 21 января, повторили церемонию присяги в Комнате карт Белого дома; были распространены фотографии и аудиозапись. На вопрос Робертса, готов ли Обама к присяге, Обама сказал: «Да; но давайте помедленнее…» Советник Белого дома Грег Крэйг сказал, что повторная присяга проводилась «из максимального чувства предосторожности». Обама — седьмой президент США, которому пришлось (при одном и том же вступлении в должность) повторять присягу. Ранее это делали Честер Артур (1881) и Калвин Кулидж (1923), вступившие в должность с поста вице-президента после смерти предшественников и присягавшие в первый раз в частной обстановке вне Вашингтона, а также четыре президента в случае, когда инаугурационный день выпал на воскресенье, а публичная церемония прошла в понедельник: Резерфорд Хейз (1877, присягал первый раз в субботу, ещё не будучи президентом), Вудро Вильсон (1917), Дуайт Эйзенхауэр (1957) и Рональд Рейган (1985). Однако лишь в случае Обамы повтор присяги был связан с ошибкой в тексте, и только в его случае частная церемония состоялась после публичной.
При выходе Обамы на трибуну его назвали с инициалом среднего имени: «Barack H. Obama», но в присяге имя Хусейн было произнесено полностью. Ходили различные слухи насчёт того, будет ли в присяге использоваться второе имя Обамы Хусейн, из-за ассоциаций, которые некоторые его противники проводили с Саддамом Хусейном. Сам Обама за несколько дней до инаугурации заметил, что все предыдущие президенты называли своё второе имя, и он не видит никаких оснований что-либо тут менять.
После присяги был отдан салют из 21 залпа, четырежды исполнен туш и песня Hail to the Chief.

## Программная речь
Президент Обама выступил с инаугурационной речью, основной темой которой была ответственность власти. По данным эксперта по риторике Джеймса Макина, целью речи Обамы было закрепление национальных и патриотических традиций, рассчитанное на ту часть аудитории, которая опасалась излишних реформистских порывов. В речи часто повторялись слова «наследие», «смелость», «патриотизм».
Впервые в инаугурационной речи содержалось упоминание неверующих как части нации (наряду с христианами, мусульманами, индуистами и иудаистами).

## После инаугурации
Поэтесса Элизабет Александер прочла инаугурационную оду «Хвала дню». Затем был проведён инаугурационный парад, устроен торжественный ужин и состоялось 10 инаугурационных балов, на каждом из которых присутствовали Барак и Мишель Обама.
Первым по приведении к присяге актом президента стало обнародование Воззвания, объявляющего 20 января 2009 года «Национальным днём обновления и согласия».